# Смирнов, Дмитрий Петрович
Дми́трий Петро́вич Смирно́в (1898—?) — советский политический и государственный деятель, Председатель Верховного Совета Карельской Автономной I созыва (1938).

## Биография
Родился в семье крестьянина-середняка, карел. Окончил ремесленное училище, работал столяром. Член РКП(б) с 1918 года.
После службы в РККА — в 1920—1930-х годах на партийной работе в Украинской ССР, в Башкирской АССР, в Казахской ССР.
С августа 1937 года в Карельской АССР — второй секретарь Карельского областного комитета ВКП (б), Председатель Верховного Совета Карельской Автономной I созыва (1938). Избран депутатом Верховного Совета РСФСР I созыва.
Арестован в Петрозаводске в ноябре 1938 года НКВД Карельской АССР по обвинению в антисоветской деятельности (Ст. 58-10 УК РСФСР) «за подготовку в 1937—1938 годах террористических актов против тов. Сталина, Молотова, Кагановича, Андреева». В начале 1939 года Смирнов был переведен в Бутырскую тюрьму, а дело передали в следственную часть НКВД СССР. На допросах не признал своей вины, в январе 1939 года написал письма Сталину и Берии, где сожалел о том, что «в течение 11 месяцев не сумел всех националистов разоблачить и они до ареста делали свое гнусное дело».
По некоторым непроверенным сведениям Дмитрий Петрович Смирнов в 1943 году находился в заключении в лагере в Башкирской АССР.